# Аділь Рамі
Аді́ль Рамі́ (фр. Adil Rami; нар. 27 грудня 1985 року, Бастія, Франція) — французький футболіст марокканського походження, захисник клубу «Труа». Грав за національну збірну Франції.
У складі збірної — чемпіон світу.

## Клубна кар'єра
Свою дорослу футбольну кар'єру розпочав у команді з Аматорського французького чемпіонату — «Фрежус».

### «Лілль»
В сезоні 2006-07 перейшов до вищолігового клубу «Лілль». Дебют за Les Dogues в Лізі 1 прийшовся на кінець чемпіонату проти «Осера» 19 травня 2007 р. В першому сезоні зіграв лише в двох зустрічах.
В сезоні 2007-08 тренер Мастифів Клод Пюель став більше довіряти молодому захиснику і дав більше ігрового часу. Рамі бере участь у 24 поєдинках, а «Лілль» посідає 7-ме місце в чемпіонаті.
В наступному сезон 2008-09 Рамі постійно виходить у стартовому складі та грає майже без замін. Свій перший м'яч в Лізі 1 провів у 9-му турі проти «Ліону» 18 жовтня 2008, відкрив рахунок у матчі відзначившись у воротах Уго Льоріса. Своєю надійною грою в центрі оборони превернув увагу тренера національної збірної Франції Раймона Доменека та отримав свій перший виклик до складу Les Bleus на відбірковий матч 28 березня 2009 р. до Чемпіонату Світу 2010 проти збірної команди Литви. Тоді так й не дебютавав у складі збірної. однак вже з осені 2010 року став не лише викликатися, а й регулярно виходити на поле у складі національної команди.
В сезоні 2010/11 став спіавтором «золотого дубля» — його «Лілль» тріумфував і в чемпіонаті, і в Кубку Франції.

### «Валенсія»
На початку 2011 року було повідомлено про перехід захисника до іспанської «Валенсії», трансферну суму неофіційно оцінювали у 6—10 мільйонів євро. При цьому за умовами переходу Рамі провів залишок сезону в «Ліллі», допомігши йому здобути того року два головних національних трофеї. У валенсійському клубі француз відразу став основним оборонцем і в першому сезоні в Іспанії відіграв за команду понад 50 матчів в усіх змаганнях. Згодом продовжив регулярно виходити на поле, проте з часом у нього почалися конфлікти з партнерами по команді.
У статусі гравця «Валенсії» став учасником свого першого великого міжнародного турніру на рівні збірних — чемпіонату Європи 2012 року, де був основним оборонцем і провів усі чотири гри своєї команди, яка припинила боротьбу на стадії чвертьфіналів.
З приходом до команди нового головного тренера Мирослава Джукича конфлікти посилилися, і наприкінці вересня 2013 року Рамі був оштрафований і тимчасово відсторонений від команди після інтерв'ю: яке він дав місцевій радіостанції і в якому піддав різкій критиці як партнерів, так й очільника тренерського штабу.

### «Мілан»
Під час відсторонення від команди у «Валенсії» Рамі підтримував форму в італійському «Мілані», який трохи згодом досяг домовленості про оренду захисника під час найближчого трансферного вікна. На початку січня 2014 року Рамі дебютував за нову команду. Влітку того ж року «Мілан» викупив трансфер гравця і уклав з ним трирічний контракт, причому частину трансферної суми у розмірі 500 тисяч євро своєму колишньому клубу сплатив сам Рамі.

### «Севілья»
Провівши у «Мілані» загалом півтора сезони, Рамі влітку 2015 року повернувся до Іспанії, ставши гравцем «Севільї», у складі якої став переможцем Ліги Європи УЄФА 2015-2016, самого гравця було включено до символічної збірної цього змагання. Цей успіх на клубному рівні повернув до Рамі довіру головного тренера французької збірної Дідьє Дешама, який у травні 2016 року уперше за майже три роки залучив його до матчів національної команди, а згодом й включив до заявки на домашнє для французів Євро-2016. На своїй другій континентальній першості Рамі знову починав як основний захисник, взявши участь у стартових чотирьох матчах команди, однак зі стадії чвертьфіналів і до фіналу, в якому французи програли збірній Португалії, на полі вже не з'являвся, посутпившись місцем молодому Самюелю Умтіті.

### «Марсель»
13 липня 2017 року Аділь Рамі повернувся на батьківщину, ставши гравцем марсельського «Олімпіка», який сплатив за його перехід 6 мільйонів євро.
Провівши 2017 та 2018 роки як впевнений гравець основи, у 2019 Рамі повністю втратив місце в основному складі, поступившись парі центральних захисників Камара — Чалета-Цар. Він мало грав через погану фізичну форму, та показував низьку якість гри, виходячи на поле. За два сезони провів за «Марсель» 75 матчів у всіх змаганнях, з клубом дійшов до фіналу Ліги Європи 2017—2018.
У травні 2019 Рамі пропустив тренування під приводом сімейних обставин, насправді поїхавши на зйомки шоу «Форт Буаяр». У серпні 2019 клуб кваліфікував це як порушення умов контракту та розірвав контракт з футболістом.

### Завершення кар'єри
27 серпня 2019 підписав контракт з «Фенербахче» як вільний агент. Початок виступів у клубі був невдалим для Рамі: лише два матчі за перші три місяці та програна конкуренція за місце в основі. Розповсюджувалися навіть чутки про намір «Фенербахче» розірвати контракт з Рамі, але керівництво клубу їх спростувало. Утім у лютому 2020 року француз все ж розірвав угоду з турецьким клубом за згодою сторін, провівши на той час лише 7 ігор за «Фенербахче», більшість з яких на Кубок Туреччини.
21 лютого 2020 року на правах вільного агента приєднався до російського «Сочі». Через епідемію COVID-19 чемпіонат країни було перервано і 27 травня того ж року контракт було розірвано. За «Сочі» Рамі так і не дебютував.
Наступний сезон 2020/21 відіграв у Португалії, де був гравцем ротації в «Боавішті».
У серпні 2021 року, повернувшись на батьківщину, став гравцем «Труа».

## Особисте життя
Аділь Рамі народився в сім'ї марокканських емігрантів у французькому місті Бастія, що знаходиться на острові Корсика.
Повідомлялося, що він зустрічається з Памелою Андерсон. У 2019 Андерсон розірвала стосунки з Рамі, звинувативши його в домашньому насильстві.

## Статистика виступів

### Статистика клубних виступів
Станом на 21 травня 2022
| Сезон                | Команда              | Чемпіонат            | Чемпіонат | Чемпіонат | Національний кубок | Національний кубок | Національний кубок | Континентальні кубки | Континентальні кубки | Континентальні кубки | Інші змагання | Інші змагання | Інші змагання | Усього | Усього |
| Сезон                | Команда              | Ліга                 | Ігор      | Голів     | Ліга               | Ігор               | Голів              | Ліга                 | Ігор                 | Голів                | Ліга          | Ігор          | Голів         | Ігор   | Голів  |
| -------------------- | -------------------- | -------------------- | --------- | --------- | ------------------ | ------------------ | ------------------ | -------------------- | -------------------- | -------------------- | ------------- | ------------- | ------------- | ------ | ------ |
| 2003–04              | «Фрежус»             | АЧФ                  | 4         | 0         | -                  | -                  | -                  | -                    | -                    | -                    | -             | -             | -             | 4      | 0      |
| 2004–05              | «Фрежус»             | АЧФ                  | 24        | 0         | -                  | -                  | -                  | -                    | -                    | -                    | -             | -             | -             | 24     | 0      |
| 2005–06              | «Фрежус»             | АЧФ                  | 30        | 0         | -                  | -                  | -                  | -                    | -                    | -                    | -             | -             | -             | 30     | 0      |
| Усього за «Фрежус»   | Усього за «Фрежус»   | Усього за «Фрежус»   | 58        | 0         |                    | -                  | -                  |                      | -                    | -                    | -             | -             | -             | 58     | 0      |
| 2006–07              | «Лілль 2»            | АЧФ                  | 27        | 0         | -                  | -                  | -                  | -                    | -                    | -                    | -             | -             | -             | 27     | 0      |
| 2006–07              | «Лілль»              | Л1                   | 2         | 0         | КФ+КЛ              | 0                  | 0                  | ЛЧ                   | 0                    | 0                    | -             | -             | -             | 2      | 0      |
| 2007–08              | «Лілль»              | Л1                   | 24        | 0         | КФ+КЛ              | 3+0                | 0                  | -                    | -                    | -                    | -             | -             | -             | 27     | 0      |
| 2008–09              | «Лілль»              | Л1                   | 33        | 4         | КФ+КЛ              | 4+1                | 0                  | -                    | -                    | -                    | -             | -             | -             | 38     | 4      |
| 2009–10              | «Лілль»              | Л1                   | 34        | 3         | КФ+КЛ              | 0+2                | 0+1                | ЛЄ                   | 13                   | 1                    | -             | -             | -             | 49     | 5      |
| 2010–11              | «Лілль»              | Л1                   | 36        | 0         | КФ+КЛ              | 4+2                | 0                  | ЛЄ                   | 5                    | 0                    | -             | -             | -             | 47     | 0      |
| Усього за «Лілль»    | Усього за «Лілль»    | Усього за «Лілль»    | 129       | 7         |                    | 16                 | 1                  |                      | 18                   | 1                    |               | -             | -             | 163    | 9      |
| 2011–12              | «Валенсія»           | ПД                   | 33        | 2         | КІ                 | 7                  | 0                  | ЛЧ+ЛЄ                | 6+7                  | 1+3                  | -             | -             | -             | 53     | 6      |
| 2012–13              | «Валенсія»           | ПД                   | 25        | 0         | КІ                 | 5                  | 1                  | ЛЧ                   | 6                    | 1                    | -             | -             | -             | 36     | 2      |
| 2013-січ. 2014       | «Валенсія»           | ПД                   | 3         | 0         | КІ                 | 0                  | 0                  | ЛЄ                   | 1                    | 0                    | -             | -             | -             | 4      | 0      |
| Усього за «Валенсію» | Усього за «Валенсію» | Усього за «Валенсію» | 61        | 2         |                    | 12                 | 1                  |                      | 20                   | 5                    |               | -             | -             | 93     | 8      |
| січ.-черв. 2014      | «Мілан»              | A                    | 18        | 3         | КІ                 | 2                  | 0                  | ЛЧ                   | 2                    | 0                    | -             | -             | -             | 22     | 3      |
| 2014–15              | «Мілан»              | A                    | 21        | 1         | КІ                 | 1                  | 0                  | -                    | -                    | -                    | -             | -             | -             | 22     | 1      |
| Усього за «Мілан»    | Усього за «Мілан»    | Усього за «Мілан»    | 39        | 4         |                    | 3                  | 0                  |                      | 2                    | 0                    |               | -             | -             | 44     | 4      |
| 2015–16              | «Севілья»            | ПД                   | 28        | 0         | КІ                 | 6                  | 2                  | ЛЧ+ЛЄ                | 4+7                  | 0+1                  | СУ            | 1             | 0             | 46     | 3      |
| 2016–17              | «Севілья»            | ПД                   | 21        | 0         | КІ                 | 3                  | 0                  | ЛЧ                   | 7                    | 0                    | СІ+СУ         | 1+1           | 0             | 33     | 0      |
| Усього за «Севілью»  | Усього за «Севілью»  | Усього за «Севілью»  | 49        | 0         |                    | 9                  | 2                  |                      | 18                   | 1                    |               | 3             | 0             | 79     | 3      |
| 2017–18              | «Марсель»            | Л1                   | 33        | 1         | КФ+КЛ              | 3+0                | 0                  | ЛЄ                   | 18                   | 1                    | -             | -             | -             | 54     | 2      |
| 2018–19              | «Марсель»            | Л1                   | 13        | 1         | КФ+КЛ              | 0+1                | 0                  | ЛЄ                   | 4                    | 0                    | -             | -             | -             | 18     | 1      |
| Усього за «Марсель»  | Усього за «Марсель»  | Усього за «Марсель»  | 46        | 2         |                    | 4                  | 0                  |                      | 22                   | 1                    |               | -             | -             | 72     | 3      |
| 2019-січ. 2020       | «Фенербахче»         | СЛ                   | 1         | 0         | КТ                 | 6                  | 0                  | -                    | -                    | -                    | -             | -             | -             | 7      | 0      |
| лют.-трав. 2020      | «Сочі»               | ПЛ                   | 0         | 0         | КІ                 | 0                  | 0                  | -                    | -                    | -                    | -             | -             | -             | 0      | 0      |
| 2020–21              | «Боавішта»           | ПЛ                   | 17        | 0         | ПЛУ+КЛ             | 0+0                | 0                  | -                    | -                    | -                    | -             | -             | -             | 17     | 0      |
| серп. 2021–22        | «Труа»               | Л1                   | 17        | 3         | КФ                 | 1                  | 0                  | -                    | -                    | -                    | -             | -             | -             | 18     | 3      |
| Усього за кар'єру    | Усього за кар'єру    | Усього за кар'єру    | 443       | 18        |                    | 51                 | 4                  |                      | 80                   | 8                    |               | 3             | 0             | 577    | 30     |

### Статистика виступів за збірну
| Дата       | Місто        | Господарі            | Результат | Гості                | Турнір                | Голи | Примітки |
| ---------- | ------------ | -------------------- | --------- | -------------------- | --------------------- | ---- | -------- |
| 11-8-2010  | Осло         | Норвегія             | 2 – 1     | Франція              | товариський матч      | -    |          |
| 3-9-2010   | Сен-Дені     | Франція              | 0 – 1     | Білорусь             | Відбір до ЧЄ 2012     | -    |          |
| 7-9-2010   | Сараєво      | Боснія і Герцеговина | 0 – 2     | Франція              | Відбір до ЧЄ 2012     | -    |          |
| 9-10-2010  | Сен-Дені     | Франція              | 2 – 0     | Румунія              | Відбір до ЧЄ 2012     | -    |          |
| 12-10-2010 | Мец          | Франція              | 2 – 0     | Люксембург           | Відбір до ЧЄ 2012     | -    | 42'      |
| 17-11-2010 | Лондон       | Англія               | 1 – 2     | Франція              | товариський матч      | -    |          |
| 9-2-2011   | Сен-Дені     | Франція              | 1 – 0     | Бразилія             | товариський матч      | -    |          |
| 25-3-2011  | Люксембург   | Люксембург           | 0 – 2     | Франція              | Відбір до ЧЄ 2012     | -    |          |
| 29-3-2011  | Сен-Дені     | Франція              | 0 – 0     | Хорватія             | товариський матч      | -    | 90+6'    |
| 3-6-2011   | Мінськ       | Білорусь             | 1 – 1     | Франція              | Відбір до ЧЄ 2012     | -    | 19'      |
| 9-6-2011   | Варшава      | Польща               | 0 – 1     | Франція              | товариський матч      | -    | 27'      |
| 6-9-2011   | Бухарест     | Румунія              | 0 – 0     | Франція              | Відбір до ЧЄ 2012     | -    |          |
| 7-10-2011  | Сен-Дені     | Франція              | 3 – 0     | Албанія              | Відбір до ЧЄ 2012     | -    | 75'      |
| 11-10-2011 | Сен-Дені     | Франція              | 1 – 1     | Боснія і Герцеговина | Відбір до ЧЄ 2012     | -    |          |
| 11-11-2011 | Сен-Дені     | Франція              | 1 – 0     | США                  | товариський матч      | -    |          |
| 15-11-2011 | Сен-Дені     | Франція              | 0 – 0     | Бельгія              | товариський матч      | -    |          |
| 29-2-2012  | Бремен       | Німеччина            | 1 – 2     | Франція              | товариський матч      | -    |          |
| 27-5-2012  | Валансьєнн   | Франція              | 3 – 2     | Ісландія             | товариський матч      | 1    |          |
| 31-5-2012  | Реймс        | Франція              | 2 – 0     | Сербія               | товариський матч      | -    | 72'      |
| 5-6-2012   | Ле-Ман       | Франція              | 4 – 0     | Естонія              | товариський матч      | -    |          |
| 11-6-2012  | Донецьк      | Франція              | 1 – 1     | Англія               | ЧЄ 2012 - 1-й етап    | -    |          |
| 15-6-2012  | Донецьк      | Україна              | 0 – 2     | Франція              | ЧЄ 2012 - 1-й етап    | -    |          |
| 19-6-2012  | Київ         | Швеція               | 2 – 0     | Франція              | ЧЄ 2012 - 1-й етап    | -    |          |
| 23-6-2012  | Донецьк      | Іспанія              | 2 – 0     | Франція              | ЧЄ 2012 - чвертьфінал | -    |          |
| 6-2-2013   | Сен-Дені     | Франція              | 1 – 2     | Німеччина            | товариський матч      | -    | 46'      |
| 9-6-2013   | Порту-Алегрі | Бразилія             | 3 – 0     | Франція              | товариський матч      | -    |          |
| 30-5-2016  | Нант         | Франція              | 3 – 2     | Камерун              | товариський матч      | -    |          |
| 4-6-2016   | Мец          | Франція              | 3 – 0     | Шотландія            | товариський матч      | -    |          |
| 10-6-2016  | Сен-Дені     | Франція              | 2 – 1     | Румунія              | ЧЄ 2016 - 1-й етап    | -    |          |
| 15-6-2016  | Марсель      | Франція              | 2 – 0     | Албанія              | ЧЄ 2016 - 1-й етап    | -    | 46'      |
| 19-6-2016  | Лілль        | Швейцарія            | 0 – 0     | Франція              | ЧЄ 2016 - 1-й етап    | -    | 25'      |
| 26-6-2016  | Ліон         | Франція              | 2 – 1     | Ірландія             | ЧЄ 2016 - 1/8 фіналу  | -    | 44'      |
| 15-11-2016 | Ланс         | Франція              | 0 – 0     | Кот-д'Івуар          | товариський матч      | -    |          |
| 28-5-2018  | Сен-Дені     | Франція              | 2 – 0     | Ірландія             | товариський матч      | -    |          |
| 1-6-2018   | Ніцца        | Франція              | 3 – 1     | Італія               | товариський матч      | -    |          |
| 20-11-2018 | Сен-Дені     | Франція              | 1 – 0     | Уругвай              | товариський матч      | -    |          |
| Усього     |              | Матчів               | 36        |                      | Голів                 | 1    |          |

## Титули і досягнення

### Командні
- Віце-чемпіон Європи: 2016
- Чемпіон світу: 2018
- Чемпіон Франції (1):

«Лілль»: 2010-2011
- Володар Кубка Франції (1):

«Лілль»: 2010-2011
- Переможець Ліги Європи УЄФА (1):

Севілья: 2015-2016

### Особисті
- Включений до символічної збірної Ліги Європи УЄФА: 2015-2016